# Yuliwes Bellache
Yuliwes Bellache (* 15. Dezember 2002 in Lyon) ist ein algerisch-französischer Fußballspieler.

## Karriere

### Verein
Bellache spielte ab der Saison 2020/21 für die Reserve von Clermont Foot, für die er insgesamt zu 25 Einsätzen in der National 3. Im April 2022 stand er erstmals im Profikader des Erstligisten, zur Saison 2022/23 rückte er fest in diesen. Ohne Einsatz wurde er allerdings im August 2022 an den österreichischen Bundesligisten SC Austria Lustenau verliehen.
Sein Debüt in der Bundesliga gab er im September 2022, als er am siebten Spieltag jener Saison gegen den FK Austria Wien in der 78. Minute für Lukas Fridrikas eingewechselt wurde. Bis Saisonende kam er zu sieben Einsätzen für Lustenau. Zur Saison 2023/24 kehrte er nicht mehr nach Clermont zurück, er wechselte im August 2023 nach Algerien zu JS Kabylie.

### Nationalmannschaft
Bellache nahm 2022 mit der algerischen U-20-Auswahl am Turnier von Toulon teil, bei dem er zu vier Einsätzen kam.